# Avoca (rivière de Canterbury)
Pour les articles homonymes, voir Avoca.

La rivière Avoca  (en anglais : Avoca River) est un cours d’eau de la région de Canterbury dans l’Île du Sud de la Nouvelle-Zélande .

## Géographie
C’est un affluent mineur du fleuve Rakaia via la rivière Harper et la rivière Wilberforce, située au sud du col d’Arthur's Pass dans les Alpes du Sud.